# Manuel María Barbosa du Bocage
Manuel María Barbosa du Bocage (Setúbal, 15 de septiembre de 1765-Lisboa, 21 de diciembre de 1805) fue un poeta portugués, posiblemente el mayor representante de la Arcadia lusitana.

## Biografía
Su padre, José Luís Soares de Barbosa, realiza importantes trabajos judiciales y administrativos, y su madre, Mariana Joaquina Xavier l’Hedois Lustoff du Bocage, es la hija de un vicealmirante portugués de origen francés que tomó parte en la batalla de Matapán.
Barbosa comienza a escribir poesía en la infancia y al tener algo de niño prodigio hace que crezca adulado, tímido e inestable. No se sabe qué estudios tuvo, aunque se deduce por su obra que estudió los clásicos y las mitologías griega y latina, y que estudió francés y latín.
Su infancia es infeliz, pues con seis años su padre es encarcelado por deudas con el Estado y permaneció así seis años.
Mientras, su madre fallece cuando él tenía diez años.
Posiblemente herido por un amor no correspondido, con 14 años deja la escuela y se une al Séptimo Regimiento de Infantería el 22 de septiembre de 1781; pero aburrido de la vida de soldado en Setúbal, abandona el 15 de septiembre de 1783 y se enrola en la Marina.
Es admitido en la Academia Real de Marina en Lisboa, pero en lugar de estudiar se dedica a las aventuras amorosas, y en los siguientes cinco años quema incienso en muchos altares, mientras que su memoria retentiva y su extraordinario talento para la improvisación le ganan una buena base de admiradores y hace que siente la cabeza. No obstante aparece nombrado guardiamarina por la reina María I de Portugal.
Las modinhas brasileñas —pequeños poemas rimados al son de una guitarra en las reuniones familiares— eran verdaderamente populares por entonces, y Bocage escribe varias.
El 14 de abril de 1786 embarca como oficial de marina para la India, a bordo de la Nossa Senhora da Vida, Santo António e Madalena, que hace escala en Río de Janeiro (finales de junio) y en la isla de Mozambique (principios de septiembre) y llega a la India el 28 de octubre de 1786. En Pangim frecuenta de nuevo los estudios regulares de oficial de marina. Es destinado a Damão, pero deserta embarcando para Macao. Extrañamente no es castigado al volver a Lisboa a mediados de 1790.
La siguiente década es la de su mayor producción literaria y también de vida bohemia y aventurera. En 1790 es invitado a unirse a la Academia de las Bellas Letras de Nueva Arcadia, donde adopta el seudónimo de Elmano Sadino. Pero al poco ya escribía feroces sátiras contra sus compañeros. En 1791, se publica la primera edición de Rimas. 
Dominaba entonces Lisboa el intendente de policía Pina Manique, quien decidió poner orden en la ciudad, por lo que el 7 de agosto de 1797, dio orden de encarcelar a Bocage por ser “de costumbres desordenadas”. Estuvo preso en Limoeiro hasta el 14 de noviembre de 1797, entrando luego en los calabozos de la Inquisición, en Rossio (la actual Plaza de Don Pedro IV).
Permanece hasta el 17 de febrero de 1798, de donde va al Real Hospício das Necessidades, dirigido por la Congregación del Oratorio de San Felipe Neri, tras de una breve estancia en el Convento de los Benedictinos. Durante este largo periodo de detención, Bocage cambió su actitud y comenzó a trabajar seriamente como redactor y traductor. 
Fue puesto en libertad el último día de 1798.
De 1799 a 1801 trabajó sobre todo con Fray José Mariano da Conceição Veloso, un fraile brasileño, políticamente bien situado en las obras de caridad del intendente de policía Pina Manique, que le dio muchos trabajos para traducir. A partir de 1801 y hasta su muerte (el 21 de diciembre de 1805) vive en una casa alquilada por él en el Barrio Alto de Lisboa.

## Bibliografía

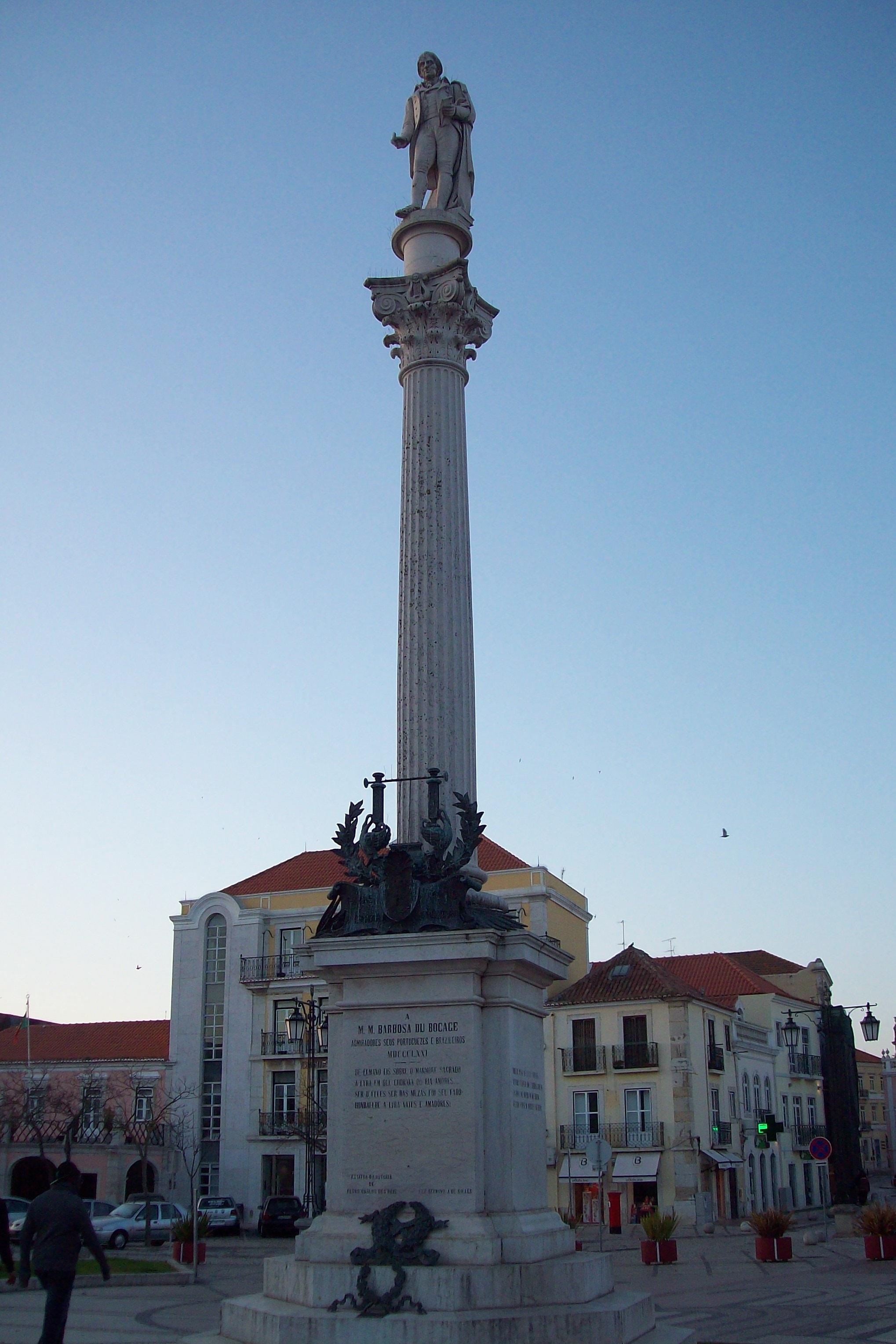
Monumento a Bocage en Setúbal, en la plaza que lleva su nombre.

## Obras

### Poesías
- A la fortuna

### Sonetos
- Despedida
- Contrición
- Volaste, alma inocente